# Wacław Łaciński
Wacław Łaciński (ur. 26 sierpnia 1891, zm. ?) – polski urzędnik konsularny.

## Życiorys
Syn Wacława. Pracownik polskiej służby zagranicznej (1919–1939), w której pełnił funkcje – pracownika poselstwa w Pradze (1919–1925), referendarza w Departamencie Polityczno-Ekonomicznym MSZ (1925–1932), uczestnika rokowań polsko-litewskich w Królewcu (1928), konsula i kier. konsulatu w Bratysławie (1932–1939).
Po wybuchu II wojny światowej, kampanii wrześniowej i agresji ZSRR na Polskę z 17 września 1939 został aresztowany przez Sowietów. Od 1940 był osadzony w obozie jenieckim NKWD w Griazowcu.

## Ordery i odznaczenia
- Krzyż Kawalerski Orderu Odrodzenia Polski
- Złoty Krzyż Zasługi (12 lutego 1929)[3]
- Medal Dziesięciolecia Odzyskanej Niepodległości
- Srebrny Medal za Długoletnią Służbę
- Brązowy Medal za Długoletnią Służbę
- Krzyż Komandorski Orderu Korony Rumunii (Rumunia)
- Krzyż Komandorski Orderu Świętego Sawy (Jugosławia)
- Krzyż Oficerski Orderu Trzech Gwiazd (Łotwa)
- Krzyż Kawalerski Orderu Lwa Białego (Czechosłowacja)